# Крафт, Николай Осипович
Никола́й О́сипович Крафт (1798 — 1857, Санкт-Петербург) — русский инженер, генерал-майор. Проектировщик Петербургско-Московской железной дороги. 

## Биография
Родился в семье лейб-медика императора Павла I. С 1815 года находился на военной службе — юнкер лейб-гвардии 1-й артиллерийской бригады. Учился в Институте Корпуса инженеров путей сообщения, по окончании которого в 1820 году был направлен в Одессу.
Для соединения Волги с Доном он разработал проект канала с системой шлюзов между реками Иловля и Камышенка.
С 1836 года он преподавал в Институте корпуса инженеров путей сообщения. Был одним из руководителей строительства гидротехнических сооружений на днепровских порогах.
В 1839 году, когда возникло предположение построить железную дорогу между Петербургом и Москвой, Н. О. Крафт, вместе с инженером П. П. Мельниковым, был отправлен в Северную Америку, чтобы изучить там ближе устройство и действие железнодорожных линий. По возвращении он принимал участие в разработке технического проекта Петербургско-Московской железной дороги и сметы её строительства. Совместно с  Мельниковым и Н. И. Липиным Крафт разработал методы возведения железнодорожного земляного полотна в болотистой местности и технические условия на проектирование земляного полотна, верхнего строения, искусственных сооружений, станций этой дороги. Обосновал целесообразность применения пятифутовой (1524 мм) ширины колеи, ставшей стандартной колеёй железных дорог Российской империи. Сооружение участка от Петербурга до Бологого было поручено Мельникову, а от Бологого до Москвы — Крафту. В 1852—1855 годах Н. О. Крафт был начальником этой дороги.